# Lutte aux Jeux européens de 2019
Navigation
Édition précédente
Les épreuves de lutte aux Jeux européens de 2019 ont lieu au Palais des sports de Minsk, en Biélorussie, du 25 au 30 juin 2019. 18 épreuves sont au programme.

## Médaillés

### Hommes

#### Lutte libre
| Épreuve | Or                   | Argent                   | Bronze                                         |
| ------- | -------------------- | ------------------------ | ---------------------------------------------- |
| 57 kg   | Mahir Əmiraslanov    | Stevan Mićić             | Zaur Uguev Süleyman Atlı                       |
| 65 kg   | Hacı Əliyev          | Vladimer Khinchegashvili | Akhmed Chakaev Hor Ogannesian                  |
| 74 kg   | Zaurbek Sidakov      | Soner Demirtaş           | Avtandil Kentchadze Hacımurad Hacıyev          |
| 86 kg   | Dauren Kurugliev     | Ali Shabanau             | Ahmed Dudarov Myles Amine                      |
| 97 kg   | Abdulrashid Sadulaev | Nurməhəmməd Hacıyev      | Aliaksandr Hushtyn Elizbar Odikadze            |
| 125 kg  | Anzor Khizriev       | Givi Matcharashvili      | Camaləddin Məhəmmədov Oleksandr Khotsianivskyi |

#### Lutte gréco-romaine
| Épreuve | Or                   | Argent              | Bronze                             |
| ------- | -------------------- | ------------------- | ---------------------------------- |
| 60 kg   | Stepan Maryanyan     | Erik Torba          | Victor Ciobanu Dato Chkhartishvili |
| 67 kg   | Zaur Kabaloev        | Shmagi Bolkvadze    | Mate Nemeš Soslan Daurov           |
| 77 kg   | Aleksandr Chekhirkin | Karapet Chalyan     | Alex Kessidis Tamás Lőrincz        |
| 87 kg   | Zhan Beleniuk        | Islam Abbasov       | Viktor Lőrincz Arkadiusz Kulynycz  |
| 97 kg   | Artur Aleksanyan     | Aliaksandr Hrabovik | Felix Baldauf Aleksandr Golovin    |
| 130 kg  | Iakob Kajaia         | Sergey Semenov      | Sabah Şəriəti Mykola Kuchmii       |

### Femmes

#### Lutte libre
| Épreuve | Or                    | Argent                | Bronze                            |
| ------- | --------------------- | --------------------- | --------------------------------- |
| 50 kg   | Mariya Stadnyk        | Oksana Livach         | Evin Demirhan Miglena Selishka    |
| 53 kg   | Sofia Mattsson        | Yuliia Khavaldzhy     | Nina Hemmer Stalvira Orshush      |
| 57 kg   | Iryna Kurachkina      | Mimi Hristova         | Alyona Kolesnik Anastasia Nichita |
| 62 kg   | Yuliya Tkach          | Elmira Gambarova      | Maria Kuznetsova Kriszta Incze    |
| 68 kg   | Anastasija Grigorjeva | Anastasia Bratchikova | Sofia Georgieva Alla Cherkasova   |
| 76 kg   | Vasilisa Marzaliuk    | Francy Rädelt         | Iselin Solheim Epp Mäe            |

## Tableau des médailles
| Rang  | Nation      | Or | Argent | Bronze | Total |
| ----- | ----------- | -- | ------ | ------ | ----- |
| 1     | Russie      | 7  | 1      | 6      | 14    |
| 2     | Azerbaïdjan | 3  | 3      | 4      | 10    |
| 3     | Ukraine     | 2  | 2      | 4      | 8     |
| 4     | Biélorussie | 2  | 2      | 2      | 6     |
| 5     | Géorgie     | 1  | 3      | 3      | 7     |
| 6     | Arménie     | 1  | 1      | 0      | 2     |
| 7     | Lettonie    | 1  | 0      | 0      | 1     |
| 7     | Suède       | 1  | 0      | 0      | 1     |
| 9     | Bulgarie    | 0  | 1      | 2      | 3     |
| 9     | Allemagne   | 0  | 1      | 2      | 3     |
| 9     | Turquie     | 0  | 1      | 2      | 3     |
| 12    | Hongrie     | 0  | 1      | 2      | 3     |
| 13    | Serbie      | 0  | 1      | 1      | 2     |
| 14    | Moldavie    | 0  | 0      | 2      | 2     |
| 14    | Norvège     | 0  | 0      | 2      | 2     |
| 16    | Estonie     | 0  | 0      | 1      | 1     |
| 16    | Pologne     | 0  | 0      | 1      | 1     |
| 16    | Roumanie    | 0  | 0      | 1      | 1     |
| 16    | Saint-Marin | 0  | 0      | 1      | 1     |
| 16    | Suède       | 0  | 0      | 1      | 1     |
| Total | Total       | 18 | 18     | 36     | 72    |